# Mordy (gmina)
Pour les articles homonymes, voir Mordy (homonymie).
Mordy est une gmina urbaine-rurale (gmina miejsko-wiejska) ou mixte de la powiat de Siedlce, dans la Voïvodie de Mazovie, dans le centre-est de la Pologne.
Son siège administratif (chef-lieu) est la ville de Mordy, qui se situe environ 18 kilomètres à l'est de Siedlce (siège de la powiat) et 104 kilomètres à l'est de Varsovie (capitale de la Pologne).
La gmina couvre une superficie de 170,17 km2 pour une population de 6 284 habitants en 2006 avec une population de 1 840 habitants pour la ville de Mordy et une population de la partie rurale de la gmina de 4 444 habitants.

## Histoire
De 1975 à 1998, la gmina est attachée administrativement à la voïvodie de Siedlce.

Depuis 1999, elle fait partie de la voïvodie de Mazovie.

## Géographie
Outre la ville de Mordy, la gmina inclut les villages et localités de :

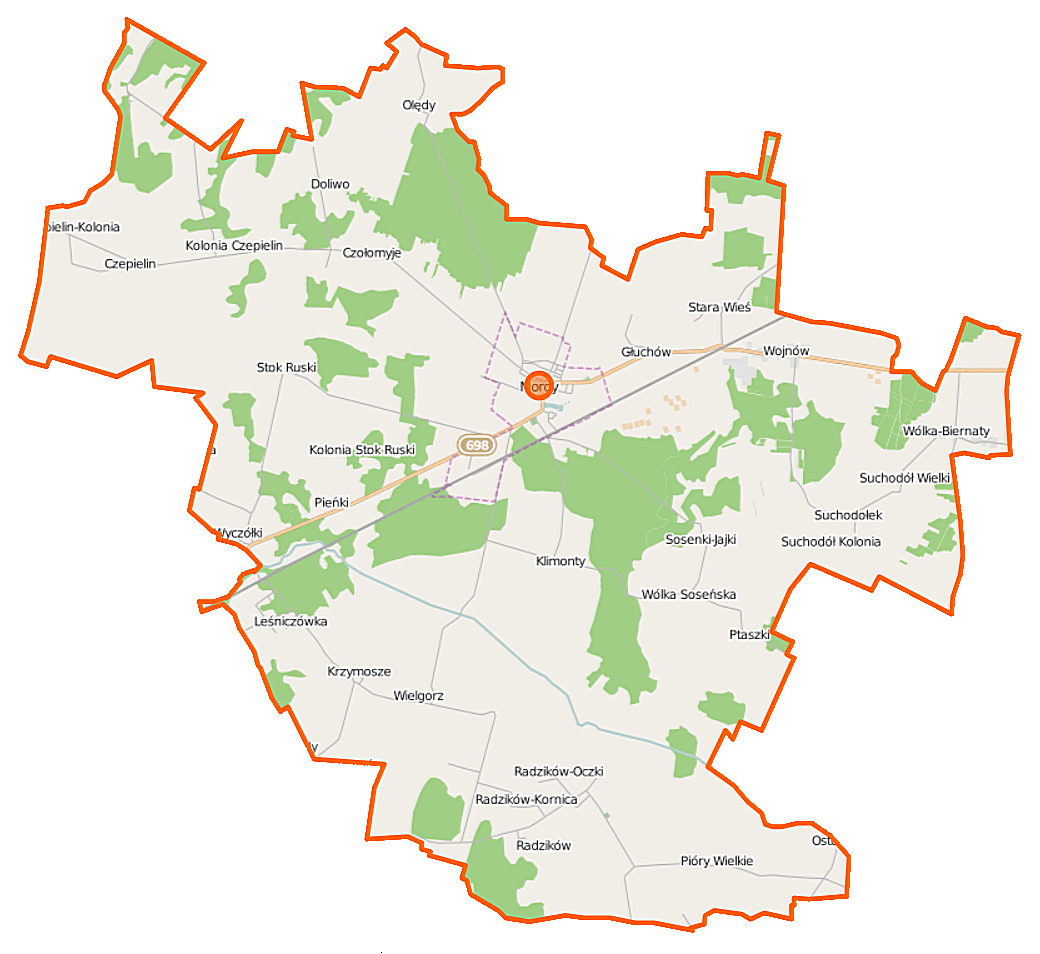
Plan de la gmina

- Czepielin
- Czepielin-Kolonia
- Czołomyje
- Doliwo
- Głuchów
- Klimonty
- Kolonia Mordy
- Krzymosze
- Leśniczówka
- Ogrodniki
- Olędy
- Ostoje
- Pieńki
- Pióry Wielkie
- Pióry-Pytki
- Płosodrza
- Ptaszki
- Radzików Wielki
- Radzików-Kornica
- Radzików-Oczki
- Radzików-Stopki
- Rogóziec
- Sosenki-Jajki
- Stara Wieś
- Stok Ruski
- Suchodół Wielki
- Suchodołek
- Wielgorz
- Wojnów
- Wólka Soseńska
- Wólka-Biernaty
- Wyczółki

### Gminy voisines
La gmina de Mordy est voisine de :

la ville de :
- Siedlce

et des gminy suivantes :
- Łosice
- Olszanka
- Paprotnia
- Przesmyki
- Siedlce
- Suchożebry
- Zbuczyn

## Structure du terrain
D'après les données de 2002, la superficie de la commune de Mordy est de 170,17 km2, répartis comme telle :
- terres agricoles : 74 %
- forêts : 19 %

La commune représente 10,61 % de la superficie du powiat.

## Démographie
Données du 30 juin 2004 :
| Description        | Total  | Total | Femmes | Femmes | Hommes | Hommes |
| ------------------ | ------ | ----- | ------ | ------ | ------ | ------ |
| Unité              | Nombre | %     | Nombre | %      | Nombre | %      |
| Population         | 6 400  | 100   | 3 208  | 50,1   | 3 192  | 49,9   |
| Densité (hab./km²) | 37,6   | 37,6  | 18,9   | 18,9   | 18,8   | 18,8   |